# مرضي مرزوق
مرضي مرزوق، لاعب كرة قدم كويتي سابق.
و قد كان يلعب مع نادي اليرموك، وقد حصل على لقب هداف كأس الأمير 1972/1973 برصيد 5 أهداف.